# Пла, Джим

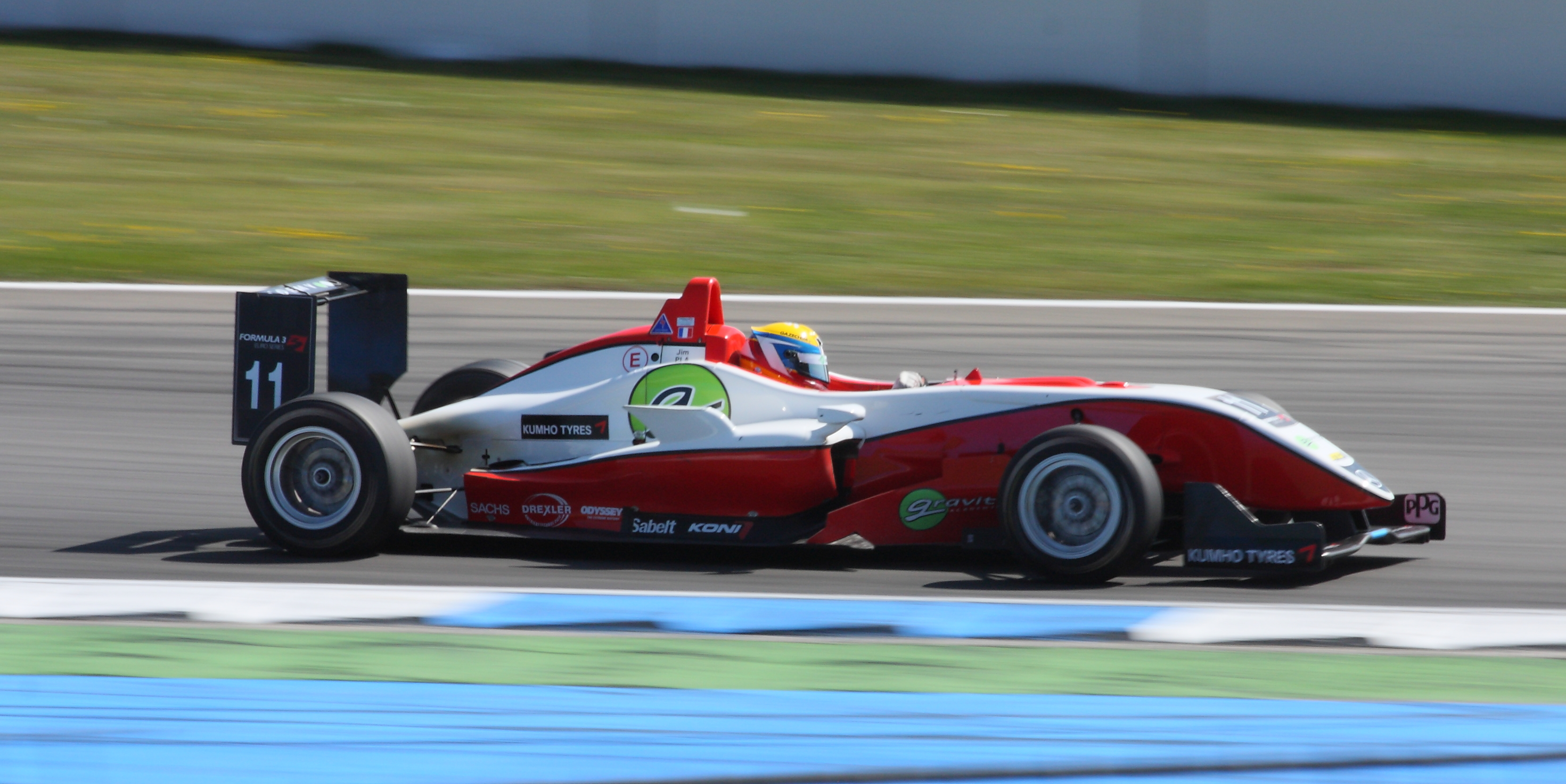
Пла во время участия в чемпионате Евросерии Формулы-3 в Хоккенхайме

Джим Пла (фр. Jim Pla; род. 6 октября 1992, Безье) — французский автогонщик.

## Карьера
- 2007: Formula Campus Renault, команда Formula Campus (1 победа).
- 2008: Formula BMW Europe, команда DAMS.
- 2008: Formule BMW World Final, команда DAMS.
- 2009: Formula BMW Europa, команда DAMS (4 победы).
- 2009: Formula BMW Pacific, команда EuroInternational.
- 2010: Formula 3 Euroseries, команда ART Grand Prix.
- 2010: Masters of Formula 3, команда ART Grand Prix.
- 2010: GP3, команда Tech 1.

Процент побед в заездах от общего числа заездов на данный момент составляет 8,22 %.